# Ophiura violainae
Ophiura violainae är en ormstjärneart som först beskrevs av Cherbonnier och Sibuet 1972.  Ophiura violainae ingår i släktet Ophiura och familjen fransormstjärnor. Inga underarter finns listade i Catalogue of Life.